# Acanthopidae
Acanthopidae — родина богомолів, поширених у Південній Америці та на Антильських островах.
Богомоли з коротким виростом на голові, іноді виріст вторинно втрачений. На передніх стегнах 6 чи більше шипів на задній частині нижньої поверхні.
На початок 2010-х років родина Acanthopidae містила 13 родів богомолів чудернацької форми з Південної Америки й поділялася на 3 підродини: 
- Acanthopinae (6 родів)
- Acontistinae (6 родів)
- Stenophyllinae (1 рід)

За новою класифікацією 2019 року родина є однією з 4 у надродині Acanthopoidea, яка разом з надродиною Thespoidea утворює групу Artimantodea. У складі родини залишилися 2 підродини:
- Acanthopinae (8 родів)
- Stenophyllinae (8 родів)

## Різноманіття

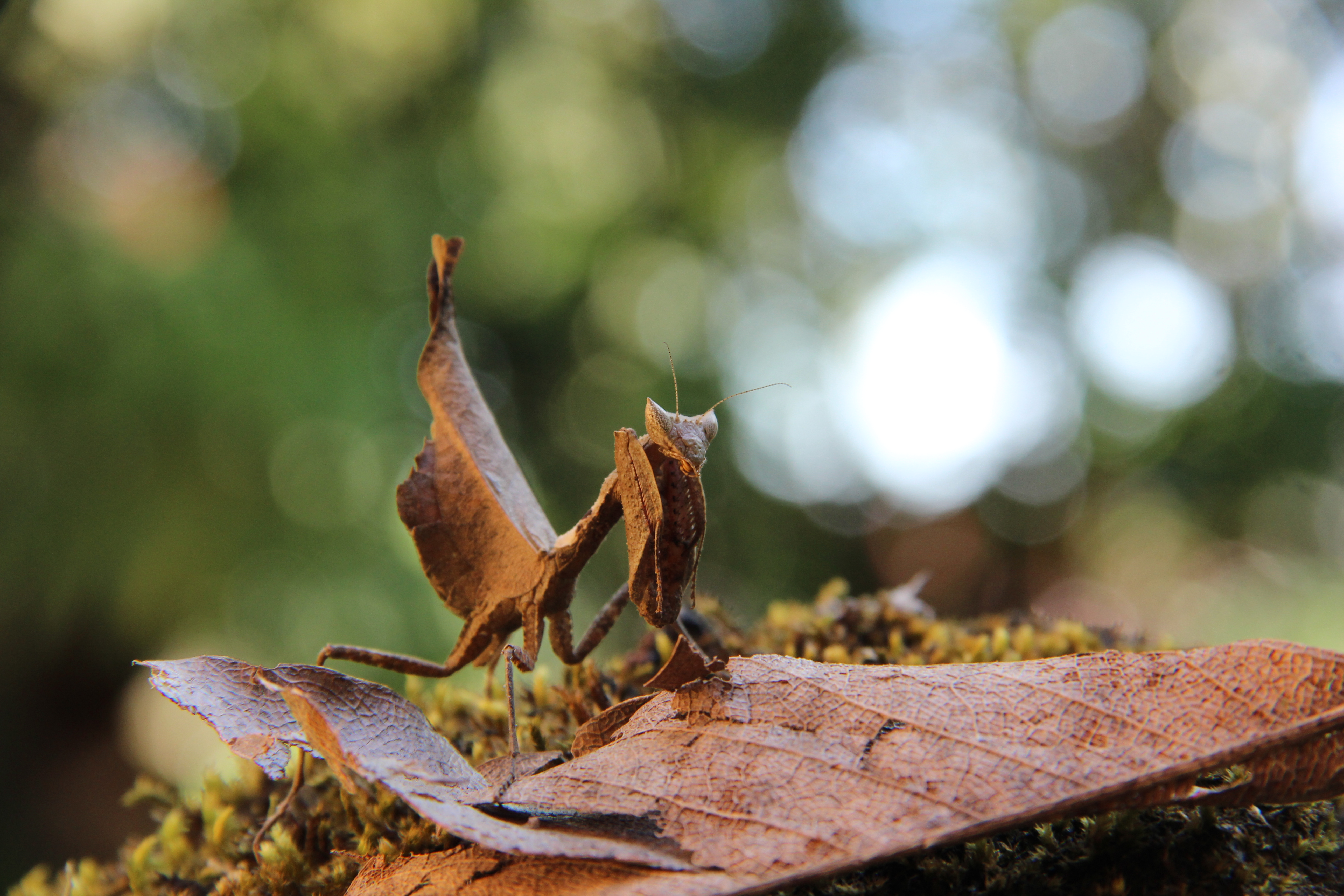
Acanthops falcata, Бразилія
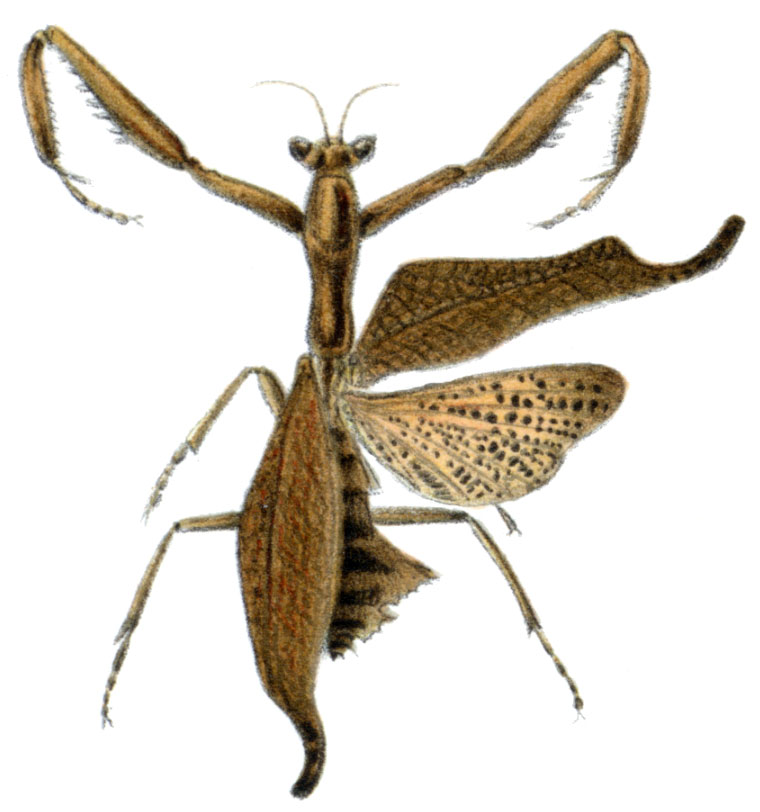
Acanthops falcataria
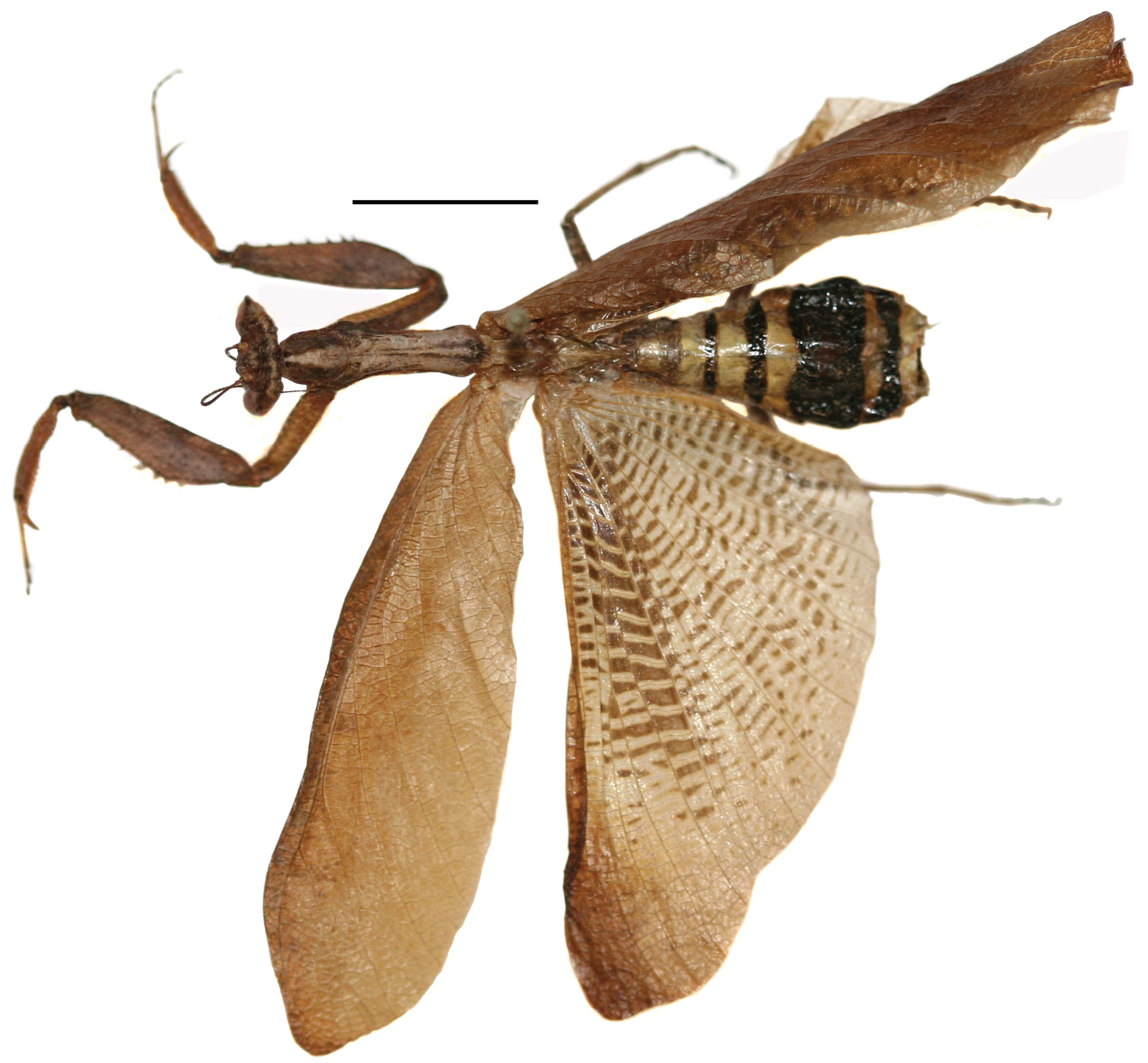
Decimiana elliptica, Бразилія
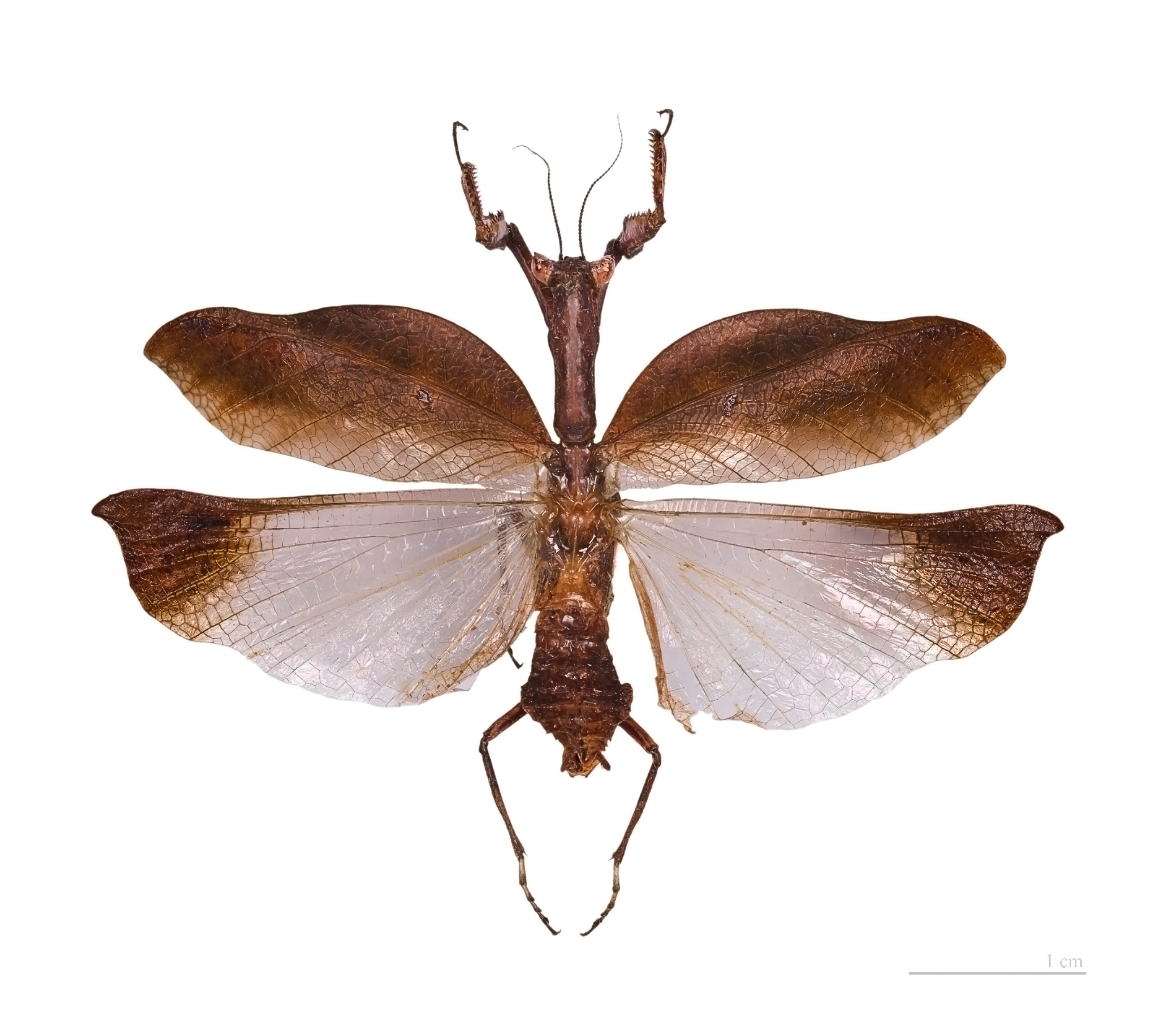
Metilia amazonica, Французька Гвіана
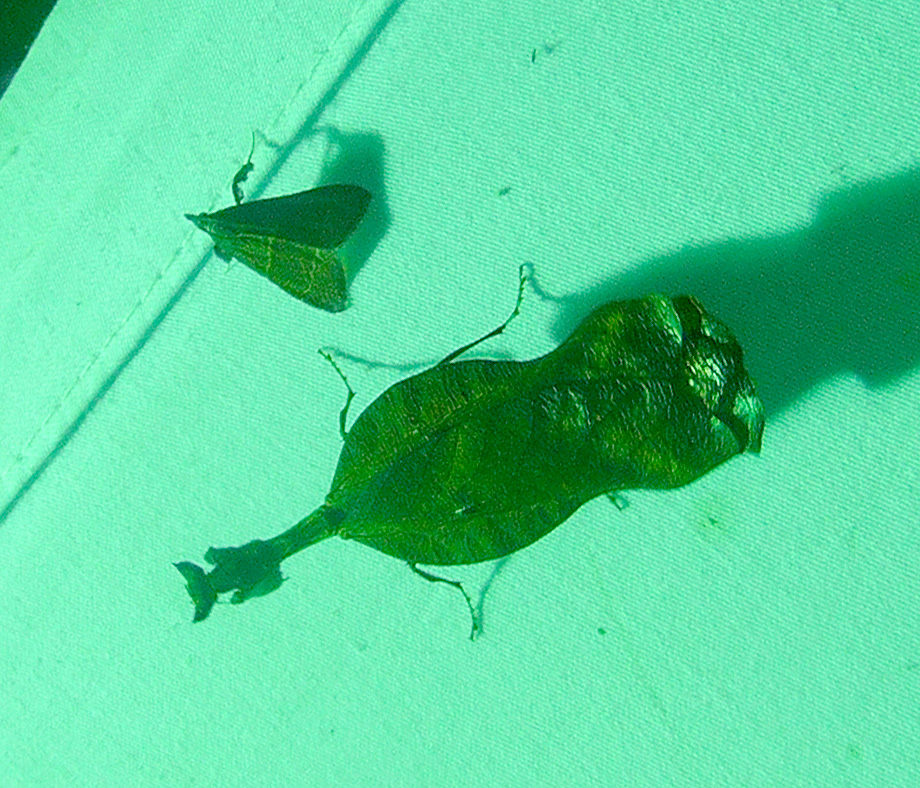
Metilia brunnerii, Коста-Рика
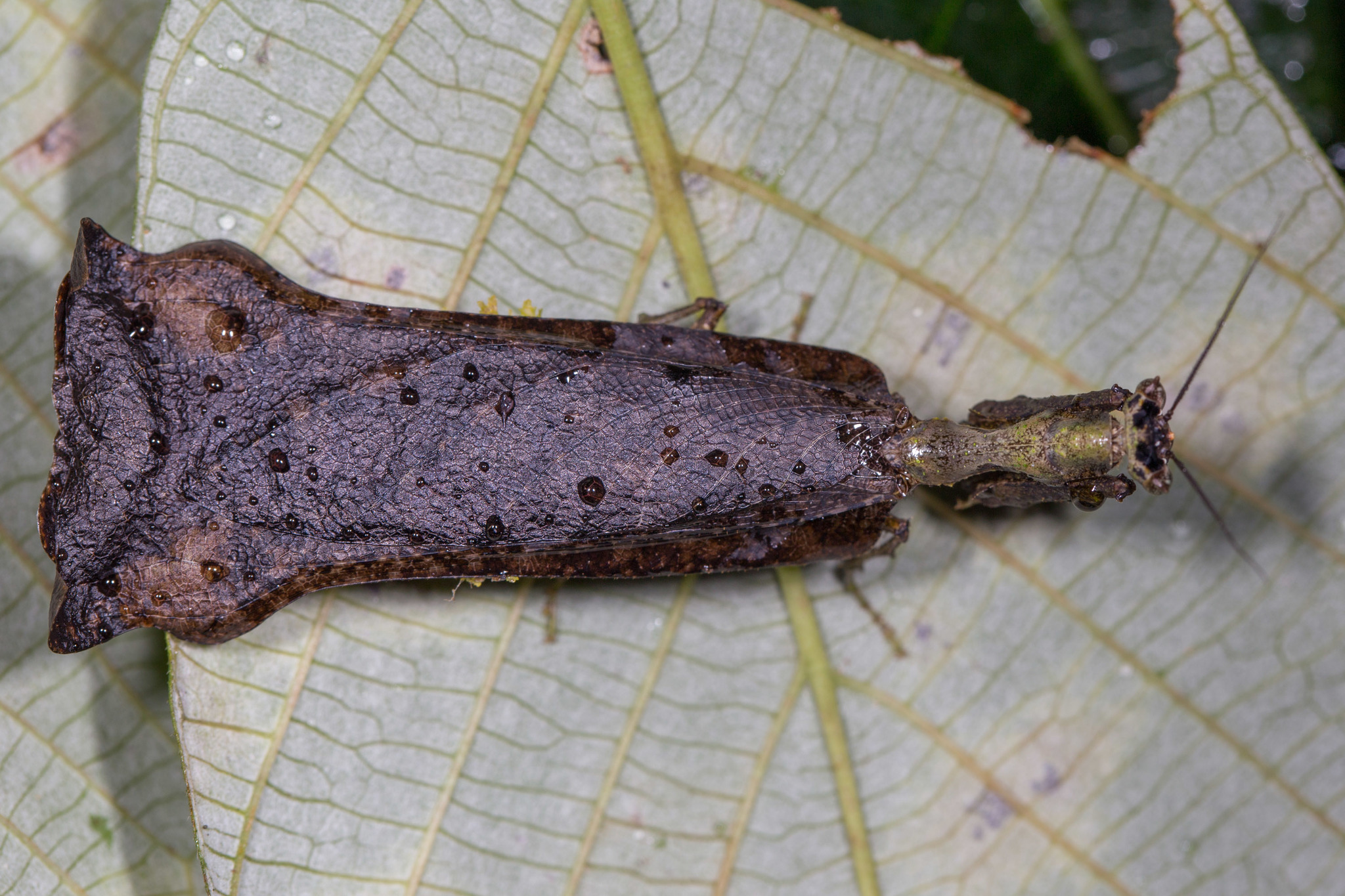
Pseudacanthops huaoranianus, Еквадор
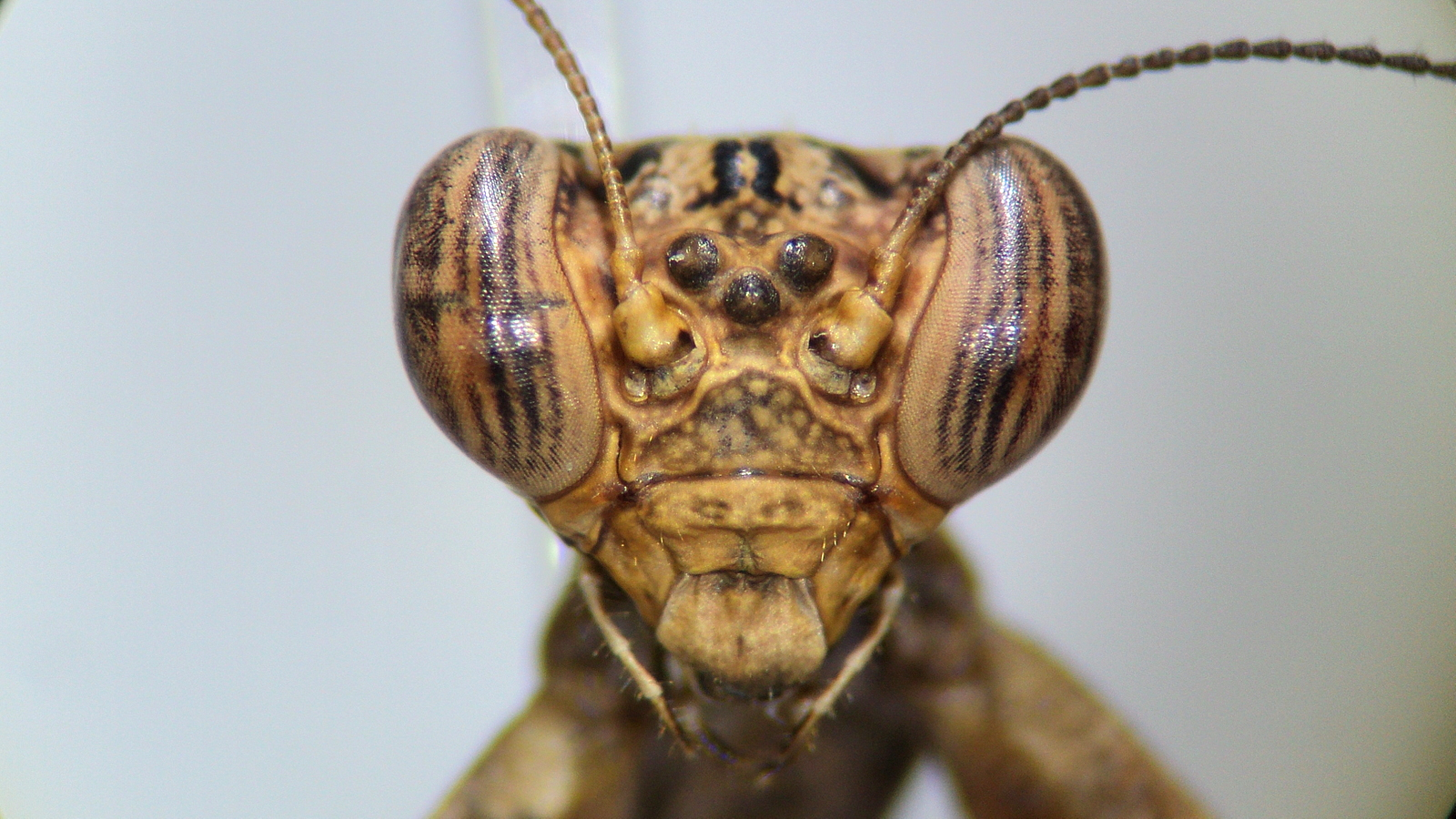
Raptrix perspicua, Бразилія
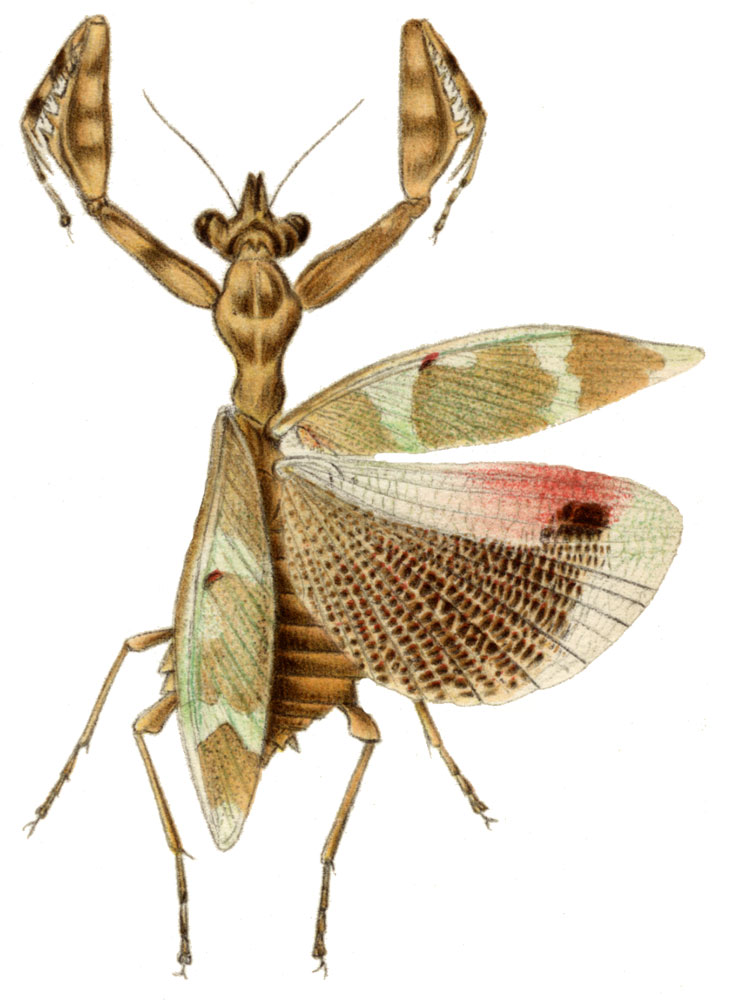
Callibia diana
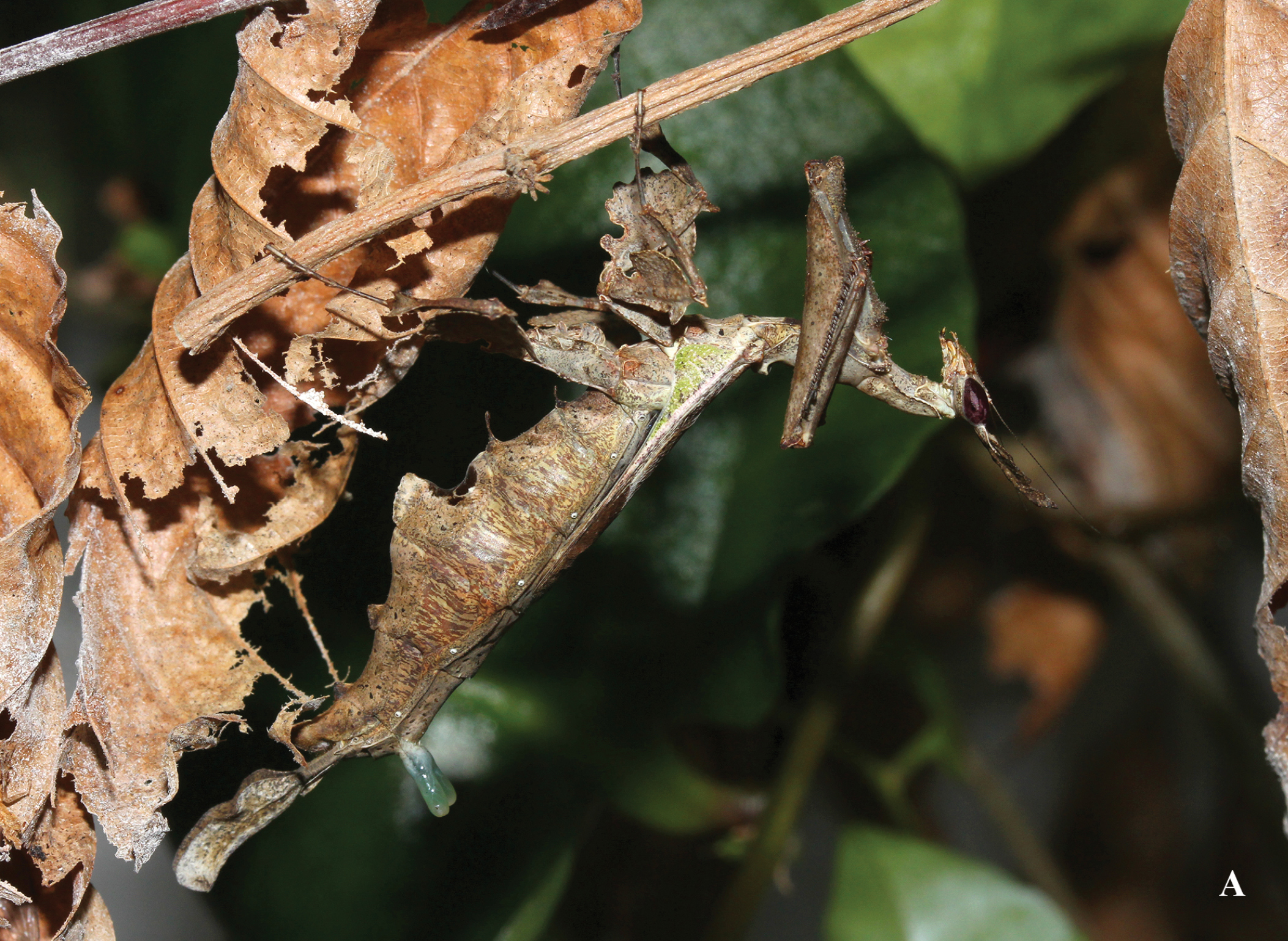
Stenophylla lobivertex (Перу)
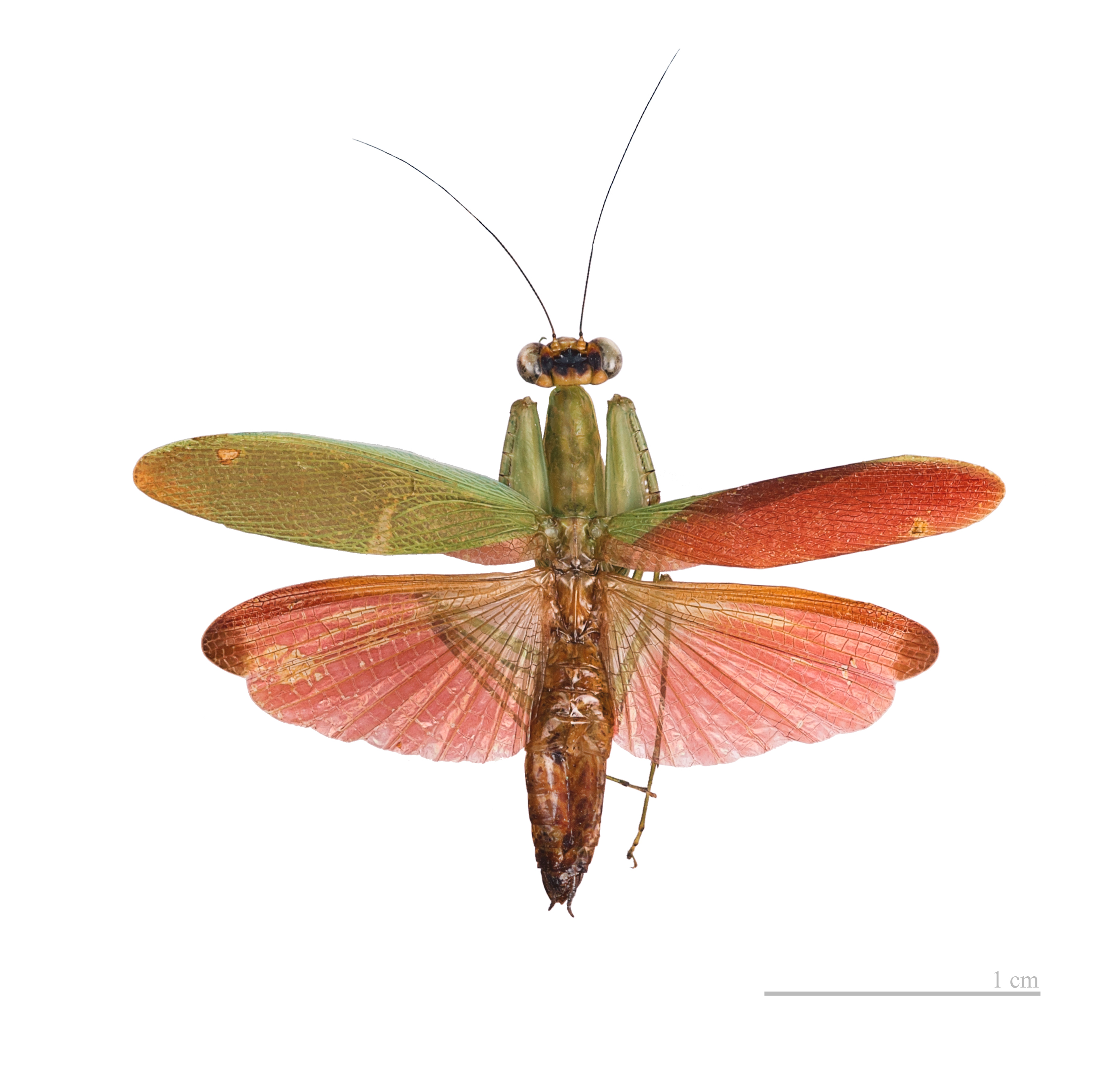
Tithrone roseipennis, Французька Гвіана